# NGC 7804
NGC 7804 is een dubbelster in het sterrenbeeld Vissen. Het hemelobject werd op 22 oktober 1860 ontdekt door de Zwitserse astronoom Kaspar Gottfried Schweizer (1816-1873). De dubbelster die gecatalogiseerd werd als het object NGC 7804 werd Schweizers eerste en enige ontdekking die een plaats kreeg in de New General Catalogue. Helaas betrof het geen nevelachtig object zoals een gasnevel of een extragalactisch stelsel, en ook geen open of bolvormige sterrenhoop, maar slechts een tweetal sterren. Deze dubbelster bevindt zich op iets minder dan een graad ten noordnoordoosten van de ster 28-ω Piscium, die zich op haar beurt ten oosten van het gemakkelijk waarneembare cirkelvormige asterisme bevindt dat bestaat uit (in uurwijzerszin) de sterren 10-θ Piscium, 7-b Piscium, 6-γ Piscium, het koppel 8-κ Piscium/9 Piscium, 18-λ Piscium, en 17-ι Piscium.